# 네하 두피아
네하 두피아(힌디어: नेहा धूपिया, 영어: Neha Dhupia, 1980년 8월 27일 ~ )는 인도의 배우, 모델이다. 2002년 미스 인도(Miss India) 우승자이다.

## 출연 작품
- 툼하리 술루 (2017)
- 랑지레이 (2013)
- 맥시멈 (2012)
- 데 다나 단 (2009)
- 싱 이즈 킹 (2008)
- 헤비 베이비 (2007)
- 하우 쿨 아 위 (2005)

## 같이 보기
- 인도 영화 배우 목록